# Aero L-29 Delfín
Aero L-29 Delfín (kod NATO: Maya) – czechosłowacki wojskowy samolot szkolno-treningowy i lekki samolot szturmowy produkowany w zakładach Aero Vodochody w latach 1963–1974. Był to pierwszy samolot odrzutowy konstrukcji rodzimej produkowany w tym kraju.

## Historia
Prace projektowe pod przewodnictwem K. Tomasa i Z. Rublica rozpoczęły się w połowie lat 50. XX wieku. Oblot pierwszego prototypu, wyposażonego w silnik Bristol Siddeley Viper miał miejsce 5 kwietnia 1959 roku. Kolejny egzemplarz, wyposażony już w czechosłowacki silnik Motorlet M-701 oblatany został w czerwcu 1960 roku. W wyniku przeprowadzonych w 1961 roku testów porównawczych z samolotami Jak-30 oraz PZL TS-11 Iskra zadecydowano o przyjęciu L-29 do służby w Radzieckich Siłach Powietrznych oraz wojskach lotniczych większości państw bloku wschodniego (wyjątkiem była Polska, gdzie wybrany został samolot TS-11 Iskra). Produkcja seryjna samolotu rozpoczęła się w kwietniu 1963 roku i trwała do 1974 roku. Spośród 3655 wyprodukowanych egzemplarzy, 2000 trafiło do wojsk radzieckich, 400 do Czechosłowackich Sił Powietrznych, a pozostałe do Bułgarii, NRD, Rumunii i Węgier. W późniejszych latach samoloty znalazły się na wyposażeniu m.in. Czech (24 sztuki), Słowacji (15), Azerbejdżanu (18), Ghany (8), Mali (6) i Syrii (40).
16 lipca 1975 roku samolot An-2 pilotowany przez Dionizego Bielańskiego został zestrzelony przez Aero L-29 Czechosłowackich Sił Powietrznych podczas próby ucieczki do Austrii.

## Wersje
Poza standardową dwuosobową wersją szkolno-treningową powstała jednoosobowa odmiana L-29 Akrobat, przeznaczona do użytku cywilnego w charakterze samolotu akrobacyjnego lub szkolnego, oraz dwuosobowa rozpoznawcza L-29R.